# 帝国の墓場
帝国の墓場（ていこくのはかば、英：Graveyard of empires）とは、アフガニスタンを指す俗称である。外国勢力がアフガニスタンに侵攻することでしばしば失敗するという歴史的傾向に由来する。

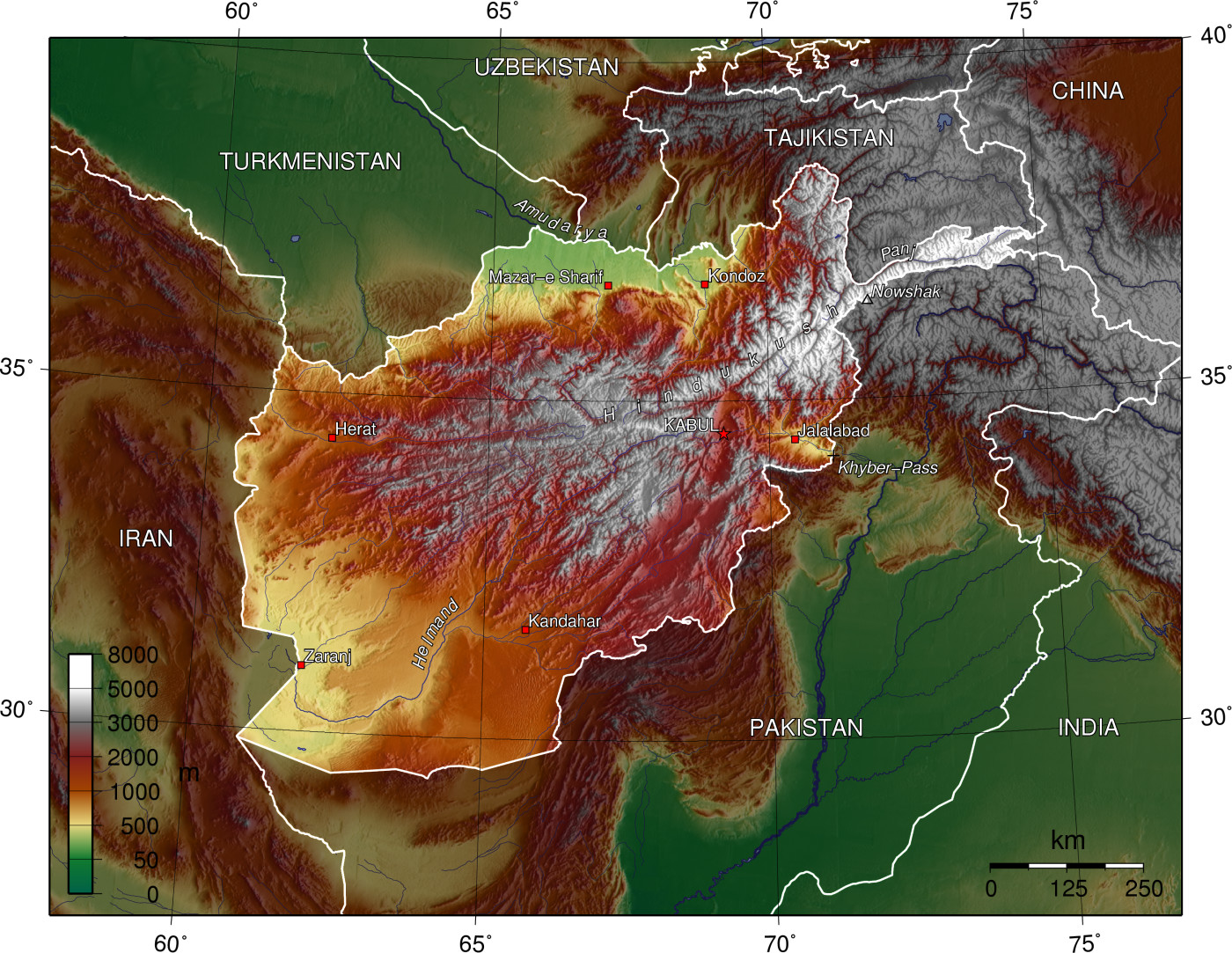
アフガニスタン国土の高度分布図。灰色に写っている部分は高度3,000メートルを越えており、白が強くなるほど高度が上がる。

## 背景
アフガニスタンの歴史の中で、侵攻してきたいくつかの超大国は、安定した恒久的な支配を維持することなく撤退した。近現代の例としては、第三次アフガン戦争（1919年）における大英帝国、ソ連・アフガニスタン戦争（1979年-1989年）におけるソビエト連邦、アフガニスタン戦争（2001年-2021年）におけるアメリカ合衆国など。古代から近世にかけては、ペルシャ、マケドニア、アラブ、トルコ人勢力とモンゴル帝国などが挙げられる。アフガニスタン侵攻の難しさは、要塞のような村々、砂漠、険しい山岳地帯、厳しい冬、そして出身部族への堅い忠誠心に起因した。

## 使用
トーマス・バーフィールドは、征服不可能な国家としてのアフガニスタンの物語は、侵略者を抑止するためにアフガニスタン自体によって使用されていると指摘する。2001年10月、米国のアフガニスタン侵攻時、タリバンの指導者モハメド・オマルは、大英帝国やソ連と同じ運命を辿ると米国を脅かした。

## 批判
海外特派員のロッド・ノルドランドは、「実際には、アフガニスタンのためだけに偉大な帝国は死ななかった」と指摘した。統合軍指揮幕僚大学の講師パトリック・ポーターは、帰属を「戦術的および戦略的困難があるという事実を曲解した解釈」と呼んだ。
バーフィールドは、「（アフガニスタンは）紀元前5世紀のペルシャ帝国による征服から2,500年間、常にどこかの帝国の一部であった」と指摘した。ペルシャの支配に続いて、アレキサンダー大王と彼の後継者は200年間アフガニスタンを支配した。モンゴル、ティムール、ムガール帝国のバーブルは、いずれもアフガニスタンをその拡大の拠点として使用した。大英帝国は第三次アフガニスタン戦争後には崩壊せず、逆に第二次アフガン戦争中にはアフガニスタンに対して大きな勝利を収めた。 大英帝国の崩壊は、より一般的には第二次世界大戦に起因すると考えられている。ソ連・アフガニスタン戦争はソビエト連邦の崩壊の大きな要因であったが、アフガニスタンの反体制派は米国とサウジアラビアの援助がないと抵抗できなかった。さらに、ソビエト連邦はアフガニスタン侵攻に関係なく崩壊したであろうと言われる。それにもかかわらず、このたとえは「繰り返される歴史」の一例として多くの作家や評論家の間で人気がある。